# Hospital Ship
Hospital Ship (en hangul, 병원선; romanización revisada, Byeongwonseon) es una serie de televisión surcoreana de drama médico  protagonizada por Ha Ji Won y Kang Min Hyuk. Se emitió a través de MBC cada miércoles y jueves a las 22:00 (KST) desde el 3 de agosto hasta el 2 de noviembre de 2017.

## Sinopsis
Varios jóvenes médicos proporcionan atención médica a los lugareños que viven en las aldeas rurales a través de un barco hospital que navega alrededor de pequeñas islas. Entre ellos esta Song Eun Jae (Ha Ji Won) que es una cirujana inmensamente talentosa. Hubo un tiempo en que el buque hospital fue utilizado únicamente para aplicar controles y administrar medicinas. Pero, con Eun Jae a bordo y sus capacidades, el barco hospital puede proporcionar cirugías complicadas. Ella ha tenido gran éxito como cirujana, pero también una gran cantidad de luchas en su vida familiar. Cuando un desafortunado incidente la lleva a un barco en lugar de a un prestigioso hospital, ella siente compasión por los obstinados pacientes de edad avanzada.
Kwak Hyun (Kang Min Hyuk) es el opuesto emocional de la doctora Eun Jae. Su padre fue un afamado doctor que realizaba labores humanitarias, por lo que Kwak Hyun se esfuerza por ser una  persona cálida y cuidadosa. Él sana no sólo con la medicina, sino también con una sonrisa. Parece natural que trabaje en el barco debido a su padre, pero Kwak Hyun también tiene algunas cicatrices emocionales. Aunque no puede compararse con las habilidades médicas de Song Eun Jae, es mucho mejor que ella en el contacto humano con los pacientes.
Kim Jae Geol (Lee Seo Won) luce como una estrella Hallyu y viene de un extenso linaje de doctores. Durante su infancia y adolescencia, su padre, un respetado médico, mostró siempre preferencias por su brillante hermano, lo que llevó a Jae Geol a convertirse en un solitario emocional. Por ello, aunque su padre estaba obsesionado con la medicina occidental, él decidió como una forma de rebelión estudiar medicina tradicional, ganándose la desaprobación familiar. Su objetivo al embarcarse en el buque fue escapar de la sombra de su padre. Sin embargo, en el barco debe trabajar bajo las órdenes de Song Eun Jae, que es tan estricta, sin emociones y desdeñosa de la medicina oriental como su padre. Por ello, desde ahora, los tres médicos tienen que dejar a un lado sus personalidades opuestas para tratar a sus pacientes.

## Reparto

### Personajes principales
- Ha Ji Won como Song Eun Jae.[6]
- Kang Min Hyuk como Kwak Hyun.[7]
- Lee Seo Won como Kim Jae Geol.[8]
- Kim In Sik como Cha Joon Young.

### Personajes secundarios
Personas del hospital
- Kim In Shik como Cha Joon Young.
- Kwon Min-ah como Yoo Ah Lim.[9]
- Kim Kwang-kyu como Choo Won-gong.
- Jung Kyung Soon como Pyo Go Eun.
- Lee Da-hae como Cho Mi Hang.
- Cho Ah-ra como Yang Ji Young.

Personas del barco hospital
- Lee Han-wi como Bang Sung-woo.
- Jang Seo-won como Yang Choo Ho.
- Song Ji-ho como Kang Jung Ho.[10]

Miembros familiares
- Nam Ki-ae como Lee Soo-kyung, la madre de Kwak Hyun.
- Lee Tae-ri como Song Woo-jae, el hermano menor de Song Eun-jae.
- Jo Sung-ha como Song Jae-joon, el padre de Song Eun-jae (ep. 21).
- Park Joon-geum como Han Hee-sook, la madre de Jae-geol.[11]
- Kang Da-hyun como Kwak Ji-eun, la hermana de Kwak Hyun.[12][13]

### Apariciones especiales
- Jo Hyun Jae como Jang Won Ho (Ep. 1-2, 10)[14]
- Park Sun Ho como Kim Jae Hwan (Ep. 1, 23-24)
- Jung Dong Hwan como Jang Tae Joon.
- Gil Hae-yeon como la madre de Hwang In-kyung (Ep. 31-33, 38-40)

## Banda sonora
| Track listing |                                                  |                 |          |  |
| N.º           | Título                                           | Artista         | Duración |  |
| 1.            | «Let It Go, Let It Be»                           | RAINZ           | 04:25    |  |
| 2.            | «낯선 하루» (Natsun haru)                        | Ma Eun Jin      | 04:03    |  |
| 3.            | «낯선 하루 - Acoustic version» (Natsun haru)     | Ma Eun Jin      | 03:46    |  |
| 4.            | «Touch of love»                                  | Yang Da Il      | 03:44    |  |
| 5.            | «I Feel Love»                                    | So Yeon         | 03:31    |  |
| 6.            | «얼룩» (Eollum)                                  | Cha Hee         | 02:52    |  |
| 7.            | «얼룩 - Ballade Version» (Eolluk)                | Cha Hee         | 03:56    |  |
| 8.            | «Let It Go, Let It Be - Instrumental»            | RAINZ           | 04:25    |  |
| 9.            | «낯선 하루 - Instrumental» (Natseon haru)        | Ma Eun Jin      | 04:03    |  |
| 10.           | «Touch of love - Instrumental»                   | Yang Da Il      | 03:44    |  |
| 11.           | «I Feel Love - Instrumental»                     | So Yeon         | 03:31    |  |
| 12.           | «얼룩 - Instrumental» (Eolluk)                   | Cha Hee         | 02:52    |  |
| 13.           | «낯선 하루 - Guitar Version» (Natseon haru)      | Varios artistas | 03:59    |  |
| 14.           | «낯선 하루 - Piano Version» (Natseon haru)       | Varios artistas | 04:01    |  |
| 15.           | «낯선 하루 - Bossa Version» (Natseon haru)       | Varios artistas | 03:50    |  |
| 16.           | «낯선 하루 - Slow Guitar Version» (Natseon haru) | Varios artistas | 04:30    |  |
| 17.           | «낯선 하루 - Slow Piano Version» (Natseon haru)  | Varios artistas | 04:21    |  |
| 18.           | «After The Rain»                                 | Kim Tae Geun    | 03:01    |  |
| 19.           | «Memories»                                       | Jang Yoon Hee   | 02:22    |  |
| 20.           | «Seaside In Autumn»                              | Kim Tae Geun    | 02:52    |  |
| 21.           | «Warm Gaze»                                      | Jang Yoon Hee   | 04:57    |  |
| 22.           | «Voyage»                                         | Jang Yoon Hee   | 02:04    |  |
| 23.           | «Lean On Your Shoulder»                          | Jang Yoon Hee   | 03:52    |  |

## Recepción

### Audiencia
En azul la audiencia más baja y en rojo la más alta, correspondientes a las empresas medidoras TNms y AGB Nielsen.
| Ep. #    | Fecha de estreno         | Share        | Share        | Share       | Share       |
| Ep. #    | Fecha de estreno         | TNmS Ratings | TNmS Ratings | AGB Nielsen | AGB Nielsen |
| Ep. #    | Fecha de estreno         | Nacional     | Seúl         | Nacional    | Seúl        |
| -------- | ------------------------ | ------------ | ------------ | ----------- | ----------- |
| 1        | 30 de agosto de 2017     | 10.8 %       | 11.4 %       | 10.6 %      | 11.9 %      |
| 2        | 30 de agosto de 2017     | 11.9 %       | 12.5 %       | 12.4 %      | 13.8 %      |
| 3        | 31 de agosto de 2017     | 8.9 %        | 9.5 %        | 8.9 %       | 9.9 %       |
| 4        | 31 de agosto de 2017     | 9.9 %        | 10.5 %       | 10.7 %      | 11.4 %      |
| 5        | 6 de septiembre de 2017  | 9.1 %        | 10.1 %       | 10.3 %      | 10.5 %      |
| 6        | 6 de septiembre de 2017  | 10.7 %       | 12.1 %       | 11.8 %      | 11.9 %      |
| 7        | 7 de septiembre de 2017  | 10.2 %       | 11.4 %       | 11.3 %      | 11.7 %      |
| 8        | 7 de septiembre de 2017  | 11.8 %       | 12.5 %       | 13.0 %      | 13.6 %      |
| 9        | 13 de septiembre de 2017 | 9.6 %        | 9.7 %        | 9.8 %       | 10.2 %      |
| 10       | 13 de septiembre de 2017 | 11.7 %       | 11.2 %       | 12.0 %      | 12.1 %      |
| 11       | 14 de septiembre de 2017 | 10.1 %       | 10.1 %       | 11.0 %      | 11.6 %      |
| 12       | 14 de septiembre de 2017 | 11.5 %       | 11.2 %       | 12.9 %      | 13.2 %      |
| 13       | 20 de septiembre de 2017 | 9.8 %        | 10.4 %       | 9.8 %       | 10.4 %      |
| 14       | 20 de septiembre de 2017 | 11.1 %       | 12.1 %       | 11.6 %      | 12.0 %      |
| 15       | 21 de septiembre de 2017 | 9.3 %        | 9.7 %        | 10.5 %      | 11.0 %      |
| 16       | 21 de septiembre de 2017 | 11.3 %       | 11.5 %       | 12.4 %      | 12.6 %      |
| 17       | 27 de septiembre de 2017 | 9.2 %        | 9.0 %        | 9.8 %       | 9.8 %       |
| 18       | 27 de septiembre de 2017 | 10.8 %       | 11.0 %       | 10.6 %      | 10.6 %      |
| 19       | 28 de septiembre de 2017 | 8.5 %        | 9.2 %        | 9.3 %       | 9.5 %       |
| 20       | 28 de septiembre de 2017 | 10.1 %       | 10.7 %       | 11.3 %      | 11.4 %      |
| 21       | 4 de octubre de 2017     | 5.5 %        | 6.4 %        | 5.6 %       | 5.8 %       |
| 22       | 4 de octubre de 2017     | 6.8 %        | 7.5 %        | 6.6 %       | 6.8 %       |
| 23       | 5 de octubre de 2017     | 6.3 %        | 7.1 %        | 7.1 %       | 6.7 %       |
| 24       | 5 de octubre de 2017     | 7.3 %        | 8.3 %        | 8.3 %       | 8.1 %       |
| 25       | 11 de octubre de 2017    | 8.9 %        | 9.4 %        | 7.5 %       | 6.7 %       |
| 26       | 11 de octubre de 2017    | 10.2 %       | 10.3 %       | 9.3 %       | 8.4 %       |
| 27       | 12 de octubre de 2017    | 6.5 %        | 6.6 %        | 8.5 %       | 8.6 %       |
| 28       | 12 de octubre de 2017    | 7.6 %        | 7.9 %        | 10.0 %      | 9.8 %       |
| 29       | 18 de octubre de 2017    | 8.1 %        | 8.6 %        | 8.3 %       | 8.9 %       |
| 30       | 18 de octubre de 2017    | 8.6 %        | 8.7 %        | 8.6 %       | 9.1 %       |
| 31       | 18 de octubre de 2017    | 7.0 %        | 6.9 %        | 7.1 %       | 7.2 %       |
| 32       | 18 de octubre de 2017    | 8.7 %        | 8.0 %        | 8.7 %       | 8.4 %       |
| 33       | 25 de octubre de 2017    | 6.5 %        | 5.8 %        | 7.3 %       | 7.4 %       |
| 34       | 25 de octubre de 2017    | 7.3 %        | 6.6 %        | 7.9 %       | 7.8 %       |
| 35       | 26 de octubre de 2017    | 6.6 %        | 6.3 %        | 7.0 %       | 7.5 %       |
| 36       | 26 de octubre de 2017    | 7.7 %        | 7.0 %        | 8.4 %       | 8.3 %       |
| 37       | 1 de noviembre de 2017   | 6.6 %        | 6.3 %        | 7.2 %       | 6.9 %       |
| 38       | 1 de noviembre de 2017   | 8.1 %        | 8.2 %        | 9.0 %       | 8.5 %       |
| 39       | 2 de noviembre de 2017   | 6.4 %        | 6.6 %        | 7.2 %       | 7.4 %       |
| 40       | 2 de noviembre de 2017   | 7.4 %        | 7.2 %        | 8.6 %       | 9.1 %       |
| Promedio | Promedio                 | 8.86 %       | 9.14 %       | 9.46 %      | 9.66 %      |

### Premios y nominaciones
| Año  | Premio                  | Categoría                                            | Nominado        | Resultado |
| ---- | ----------------------- | ---------------------------------------------------- | --------------- | --------- |
| 2017 | 10th Korea Drama Awards | Premio a la estrella Hallyu                          | Kwon Mina       | Ganadora  |
| 2017 | 36th MBC Drama Awards   | Gran premio (Daesang)                                | Ha Ji Won       | Nominada  |
| 2017 | 36th MBC Drama Awards   | Premio a la alta excelencia, actriz en una miniserie | Ha Ji Won       | Ganadora  |
| 2017 | 36th MBC Drama Awards   | Premio a la popularidad, actriz                      | Ha Ji Won       | Nominada  |
| 2017 | 36th MBC Drama Awards   | Premio a la excelencia, actor en una miniserie       | Kang Min Hyuk   | Nominado  |
| 2017 | 36th MBC Drama Awards   | Premio a la popularidad, actor                       | Kang Min Hyuk   | Nominado  |
| 2017 | 36th MBC Drama Awards   | Premio a la excelencia, actriz en una miniserie      | Jung Kyung Soon | Nominada  |
| 2017 | 36th MBC Drama Awards   | Premio a la excelencia, actriz en una miniserie      | Wang Ji Won     | Nominada  |
| 2017 | 36th MBC Drama Awards   | Premio a la actuación, actor en una miniserie        | Kim Kwang Kyu   | Nominado  |
| 2017 | 36th MBC Drama Awards   | Premio a la actuación, actriz en una miniserie       | Park Joon Geum  | Nominada  |
| 2017 | 36th MBC Drama Awards   | Mejor actor nuevo                                    | Lee Seo Won     | Nominado  |
| 2017 | 36th MBC Drama Awards   | Mejor actriz nueva                                   | Kwon Mina       | Nominada  |

## Emisión internacional
- Japón: KNTV (2017).
- Singapur: Oh!K (2017).
- Taiwán: Videoland Drama (2017-2018).
- Vietnam: VTV3 (2018).